# Bairgiya Laxminiya
Bairgiya Laxminiya – gaun wikas samiti w środkowej części Nepalu w strefie Dźanakpur w dystrykcie Mahottari. Według nepalskiego spisu powszechnego z 2001 roku liczył on 490 gospodarstw domowych i 3259 mieszkańców (1545 kobiet i 1714 mężczyzn).